# Park Narodowy Salar del Huasco
Park Narodowy Salar del Huasco (hiszp. Parque nacional Salar del Huasco) – park narodowy w północnym Chile położony w regionie Tarapacá, w prowincji Tamarugal (gmina Pica). Został utworzony w sierpniu 2020 roku i zajmuje obszar 99,5 km².

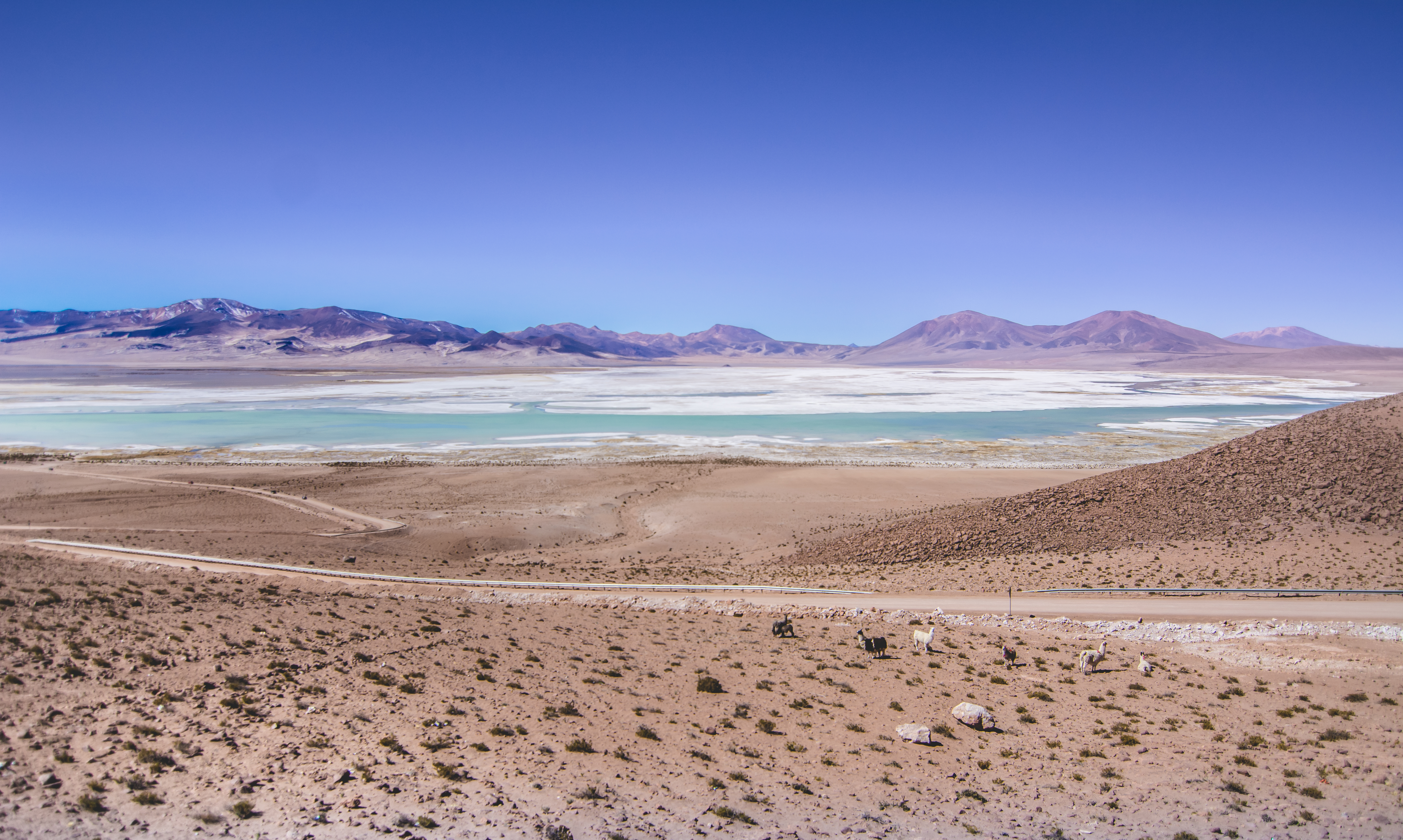
Jezioro Huasco

## Historia
9 maja 2005 roku powstał rezerwat przyrody Salar del Huasco. 2 lutego 2010 roku został on przekształcony w park narodowy. W tym samym roku protest przeciwko powstaniu parku złożyli przedstawiciele rdzennej ludności (Ajmara) twierdząc, że powstanie parku bez konsultacji z rdzennymi mieszkańcami narusza art. 6 Konwencji nr 169 Międzynarodowej Organizacji Pracy. W związku z tym 19 grudnia 2014 uchylono dekret o utworzeniu parku narodowego. Po konsultacji z mieszkańcami, 24 sierpnia 2020 roku, prezydent Chile ogłosił ponownie przekształcenie rezerwatu w park narodowy. Od 1996 roku teren obecnego parku jest wpisany na listę konwencji ramsarskiej. W 2010 roku został zakwalifikowany przez BirdLife International jako ostoja ptaków IBA.

## Opis
Park obejmuje solnisko położone na pustynnej wyżynie, o średniej wysokości około 4000 m n.p.m., w pobliżu granicy z Boliwią. Występują tu tereny podmokłe ze słonymi jeziorami i słonymi bagnami.
Klimat pustynny na wysokościach do 4000 m n.p.m. Wyżej klimat stepowy. Średnia roczna temperatura wynosi +18 °C.

## Flora
Główna formacja roślinna na terenie parku to sucha puna. Rośnie tu głównie Fabiana ramulosa, Diplostephium meyenii, Parastrephia lepidophylla, Parastrephia qudrangularis, Mulinum crassifolium, Urbania pappigera.

## Fauna
Jednym z głównych obiektów ochrony są żyjące tu flamingi: narażony na wyginięcie flaming andyjski i bliskie zagrożenia wyginięciem flaming chilijski i flaming krótkodzioby. Inne występujące tu ptaki to m.in.: nandu plamiste, grzywoszyjka andyjska, mewa andyjska, kondor wielki, łyska wielka, kusoń andyjski.
Ze ssaków w parku żyją m.in.: zagrożony wyginięciem ocelot andyjski, puma płowa, ocelot pampasowy, nibylis andyjski, wiskacza górska, gwanako andyjskie, wikunia andyjska.